# M'Baye Niang
M'Baye Hamadi Niang (Meulan-en-Yvelines, França, 19 de desembre de 1994) és un futbolista professional senegalès que juga en la posició de davanter. És internacional amb la selecció de futbol del Senegal.